# La Vie électrique
Albums de Aline
Regarde le ciel
(2013)
Singles
1. La Vie électrique
Sortie : 20 février 2015

La Vie électrique est le deuxième album studio du groupe français Aline sorti le 28 août 2015. Il est produit par le britannique Stephen Street dont c'est la première réalisation pour un groupe français,,,,.
Les formats CD et numérique comportent 10 titres plus un morceau caché. Le format double vinyle en édition limitée contient 13 titres.

## Liste des titres
Toutes les paroles sont écrites par Romain Guerret, toute la musique est composée par Romain Guerret, Romain Leiris, Jeremy Monteiro, Vincent Pedretti et Arnaud Pilard.
| No  | Titre                                                     | Durée |
| --- | --------------------------------------------------------- | ----- |
| 1.  | Avenue des armées                                         | 4:49  |
| 2.  | Les Résonances cachées                                    | 3:22  |
| 3.  | La Vie électrique                                         | 4:40  |
| 4.  | Les Angles morts                                          | 3:37  |
| 5.  | Plus noir encore                                          | 4:26  |
| 6.  | Tristesse de la Balance                                   | 3:40  |
| 7.  | Chaque jour qui passe                                     | 3:42  |
| 8.  | Une vie                                                   | 4:55  |
| 9.  | Les Mains vides                                           | 4:17  |
| 10. | Promis, juré, craché (morceau caché : Mon Dieu, mes amis) | 10:21 |

- La version double vinyle en édition limitée offre trois chansons supplémentaires : Mon Dieu, mes amis, Et si le diable est ailleurs et Pour adultes et adolescents, respectivement en piste 6, 7 et 11[6].

## Composition du groupe
- Romain Guerret : chant, guitares, chœurs
- Romain Leiris : basse
- Jeremy Monteiro : claviers
- Vincent Pedretti : batterie
- Arnaud Pilard : guitares

## Classements hebdomadaires
| Classement (2015)                         | Meilleure position |
| ----------------------------------------- | ------------------ |
| Belgique (Wallonie) (Ultratop 200 Albums) | 48                 |
| France (SNEP)                             | 53                 |